# Setmana Catalana de 2004
La Setmana Catalana de 2004, va ser la 41a edició de la Setmana Catalana de Ciclisme. Es disputà en 5 etapes del 22 al 26 de març de 2004. El vencedor final fou el català Joaquim Rodríguez de l'equip Saunier Duval-Prodir per davant de Miguel Ángel Martín Perdiguero i Josep Jufré.
Quim Rodrígez aconseguia una victòria catalana després de 19 anys, en una edició on els ciclistes del Principat van destacar, amb també una plaça al podi per Jufré, i dos victòries d'etapa per Isaac Gàlvez i Àngel Edo. Al final, la classificació general va quedar molt comprimida, amb els 10 primers classificats en menys de deu segons.

## Etapes
| Etapa | Data       | Ciutats d'etapa                              | km    | Vencedor de l'etapa     | Líder de la general                  |
| ----- | ---------- | -------------------------------------------- | ----- | ----------------------- | ------------------------------------ |
| 1a    | 22 de març | Lloret de Mar – Lloret de Mar                | 165,5 | Fabian Cancellara (SUI) | Fabian Cancellara (SUI)              |
| 2a    | 23 de març | Lloret de Mar – Empuriabrava                 | 160,8 | Beat Zberg (SUI)        | Beat Zberg (SUI)                     |
| 3a    | 24 de març | Castelló d'Empúries - Montcada i Reixac      | 159,5 | Isaac Gàlvez (ESP)      | Miguel Ángel Martín Perdiguero (ESP) |
| 4a    | 25 de març | Palau Solità i Plegamans - El Port del Comte | 179,5 | Levi Leipheimer (USA)   | Joaquim Rodríguez (ESP)              |
| 5a    | 26 de març | Solsona - Parets del Vallès                  | 168,5 | Àngel Edo (ESP)         | Joaquim Rodríguez (ESP)              |

### 1a etapa[2]
22-03-2004: Lloret de Mar, 165,5 km.:
|   | Ciclista                | Equip         | Temps      |
| - | ----------------------- | ------------- | ---------- |
| 1 | Fabian Cancellara (SUI) | Fassa Bortolo | 4h 27' 06" |
| 2 | Erik Zabel (GER)        | T-Mobile Team | m. t.      |
| 3 | Bram de Groot (NED)     | Rabobank      | m. t.      |

### 2a etapa[3]
23-03-2004: Lloret de Mar – Empuriabrava, 160,8 km.
|   | Ciclista                             | Equip                | Temps      |
| - | ------------------------------------ | -------------------- | ---------- |
| 1 | Beat Zberg (SUI)                     | Team Gerolsteiner    | 4h 21' 31" |
| 2 | Frank Vandenbroucke (BEL)            | Fassa Bortolo        | m. t.      |
| 3 | Miguel Ángel Martín Perdiguero (ESP) | Saunier Duval-Prodir | m. t.      |

### 3a etapa[4]
24-03-2004: Castelló d'Empúries - Montcada i Reixac, 159,5 km.:
|   | Ciclista                             | Equip                 | Temps      |
| - | ------------------------------------ | --------------------- | ---------- |
| 1 | Isaac Gàlvez (ESP)                   | Illes Balears-Banesto | 3h 44' 12" |
| 2 | Erik Zabel (GER)                     | T-Mobile Team         | m. t.      |
| 3 | Miguel Ángel Martín Perdiguero (ESP) | Saunier Duval-Prodir  | m. t.      |

### 4a etapa[5]
25-03-2004: Palau Solità i Plegamans - El Port del Comte, 179,5 km.:
|   | Ciclista                | Equip                | Temps      |
| - | ----------------------- | -------------------- | ---------- |
| 1 | Levi Leipheimer (USA)   | Rabobank             | 4h 48' 57" |
| 2 | Joaquim Rodríguez (ESP) | Saunier Duval-Prodir | m. t.      |
| 3 | Ivan Basso (ITA)        | Team CSC             | + 04"      |

### 5a etapa[6]
26-03-2004: Solsona - Parets del Vallès, 168,5 km.:
|   | Ciclista                             | Equip                | Temps      |
| - | ------------------------------------ | -------------------- | ---------- |
| 1 | Àngel Edo (ESP)                      | Milaneza Maia        | 3h 59' 15" |
| 2 | Josep Jufré (ESP)                    | Relax-Bodysol        | m.t        |
| 3 | Miguel Ángel Martín Perdiguero (ESP) | Saunier Duval-Prodir | m.t        |

## Classificació General
|    | Ciclista                             | Equip                 | Punts       |
| -- | ------------------------------------ | --------------------- | ----------- |
| 1  | Joaquim Rodríguez (ESP)              | Saunier Duval-Prodir  | 21h 21' 04" |
| 2  | Miguel Ángel Martín Perdiguero (ESP) | Saunier Duval-Prodir  | + 02"       |
| 3  | Josep Jufré (ESP)                    | Relax-Bodysol         | m.t         |
| 4  | Stefano Garzelli (ITA)               | Vini Caldirola        | + 04"       |
| 5  | Alberto Contador (ESP)               | Liberty Seguros       | m.t         |
| 6  | Koldo Gil (ESP)                      | Liberty Seguros       | m.t         |
| 7  | Iban Mayo (ESP)                      | Euskaltel-Euskadi     | m.t         |
| 8  | Frank Vandenbroucke (BEL)            | Fassa Bortolo         | +' 07"      |
| 9  | Aitor Osa (ESP)                      | Illes Balears-Banesto | m.t         |
| 10 | Leonardo Piepoli (ITA)               | Saunier Duval-Prodir  | m.t         |